# Larissa Bieler
Larissa Margot Bieler (* 27. Oktober 1978 in Chur) ist eine Schweizer Journalistin. Sie ist Direktorin und Chefredaktorin von SWI swissinfo.ch.

## Leben
Larissa Bieler studierte Germanistik, Wirtschaftswissenschaften und Politik an der Universität Zürich. Vor und nach Studienaufenthalten in Paris und Mannheim arbeitete sie viele Jahre als freischaffende Journalistin beim Bündner Tagblatt und diversen Bündner Medien. Ab Juli 2013 war sie Chefredaktorin des Bündner Tagblatts. Seit Januar 2016 ist Bieler Chefredaktorin von SWI swissinfo.ch. Dazu wurde sie im Herbst 2018 auch noch zur Direktorin von SWI swissinfo.ch ernannt.
Bieler ist seit 2017 Präsidentin des Vereins Qualität im Journalismus und Mitglied des Verwaltungsrates der Swiss TXT.